# Aleksandre Karapetian
Aleksandre Karapetian (en armenio: Ալեքսանդր Կարապետյան; Tiflis, RSS de Georgia, 23 de diciembre de 1987) es un futbolista armenio que juega de delantero en el SC Meso-Nassau.

## Selección nacional
Karapetian es internacional con la selección de fútbol de Armenia desde el 11 de octubre de 2014, cuando disputó un partido de clasificación para la Eurocopa 2016 frente a la selección de fútbol de Serbia.
En 2018 volvió a ser llamado por su selección para la disputa de la Liga de las Naciones de la UEFA 2018-19, logrando marcar su primer gol en la victoria por 6-2 frente a la selección de fútbol de Gibraltar. Posteriormente también participó con Armenia en partidos de clasificación para la Eurocopa 2020, para la que el combinado armenio finalmente no se clasificó.

### Goles internacionales
| # | Fecha                   | Lugar                                                | Oponente      | Gol | Resultado | Competición                         |
| - | ----------------------- | ---------------------------------------------------- | ------------- | --- | --------- | ----------------------------------- |
| 1 | 16 de noviembre de 2018 | Estadio Victoria, Gibraltar                          | Gibraltar     | 6–2 | 6–2       | Liga de Naciones de la UEFA 2018-19 |
| 2 | 19 de noviembre de 2018 | Rheinpark Stadion, Vaduz, Liechtenstein              | Liechtenstein | 2–2 | 2–2       | Liga de Naciones de la UEFA 2018-19 |
| 3 | 8 de junio de 2019      | Estadio Republicano Vazgen Sargsyan, Ereván, Armenia | Liechtenstein | 2–0 | 3–0       | Clasificación para la Eurocopa 2020 |
| 4 | 11 de junio de 2019     | Estadio Olímpico de Atenas, Atenas, Grecia           | Grecia        | 1–0 | 3–2       | Clasificación para la Eurocopa 2020 |
| 5 | 5 de septiembre de 2019 | Estadio Republicano Vazgen Sargsyan, Ereván, Armenia | Italia        | 1–0 | 1–3       | Clasificación para la Eurocopa 2020 |
| 6 | 8 de septiembre de 2020 | Estadio Republicano Vazgen Sargsyan, Ereván, Armenia | Estonia       | 1–0 | 2–0       | Liga de Naciones de la UEFA 2020-21 |

## Clubes
| Club                     | País       | Año       |
| ------------------------ | ---------- | --------- |
| S. V. Wehen Wiesbaden II | Alemania   | 2008-2009 |
| F. C. Oberneuland        | Alemania   | 2009-2010 |
| S. V. Elversberg         | Alemania   | 2010-2012 |
| F. C. Homburgo           | Alemania   | 2012-2013 |
| F91 Dudelange            | Luxemburgo | 2013      |
| C. S. Grevenmacher       | Luxemburgo | 2013-2014 |
| F91 Dudelange            | Luxemburgo | 2014-2015 |
| F. C. Victoria Rosport   | Luxemburgo | 2015-2017 |
| F. C. Progrès Niederkorn | Luxemburgo | 2017-2019 |
| P. F. C. Sochi           | Rusia      | 2019-2020 |
| F. C. Tambov             | Rusia      | 2020-2021 |
| F. C. Ararat-Armenia     | Armenia    | 2021      |
| F. C. Noah               | Armenia    | 2021      |
| Alashkert F. C.          | Armenia    | 2022      |
| F. C. Pyunik             | Armenia    | 2022      |
| F. C. Cilicia            | Armenia    | 2023-2024 |
| TSG Wörsdorf             | Alemania   | 2025      |
| SC Meso-Nassau           | Alemania   | 2025-     |